# Histiodella
Genre
Histiodella est un genre de conodontes.

## Systématique
Le genre Histiodella a été créé en 1962 par le paléontologue américain Reginald Wilson Harris (d).

## Liste d'espèces
- † Histiodella altifrons
- † Histiodella holodentata
- † Histiodella kristinae
- † Histiodella wuhaiensis

## Utilisation en stratigraphie
La base du Darriwilien, le quatrième étage de l'Ordovicien, repose juste au dessus de la zone Nord-Atlantique du conodonte Microzarkodina parva. 
La base repose aussi sur la partie supérieure de la zone nord-américaine de Histiodella altifrons.

## Publication originale
- (en) R.W. Harris, « New conodonts from Joins (Ordovician) Formation of Oklahoma », Oklahoma Geology Notes, 1962.